# Подробности жизни Никиты Воронцова
«Подро́бности жи́зни Ники́ты Воронцо́ва» — фантастический рассказ (или короткая повесть) писателя С. Ярославцева (псевдоним Аркадия Стругацкого) 1984 года. Опубликован в журнале «Знание — сила» (№№ 6, 7), первое книжное издание последовало в 1990 году. С тех пор рассказ включался во все собрания сочинений Стругацких, переведён на английский, итальянский, украинский, французский и чешский языки.
Единственное произведение Стругацких, посвящённое проблеме путешествий во времени. Сюжет обрамлён детективной интригой: писатель Алексей Т. и следователь прокуратуры Варахасий Щ. во время дружеской встречи обсуждают таинственное дело Никиты Воронцова. Из записей в дневнике следует, что Никита обречён проживать свою жизнь раз за разом (может быть, тысячекратно), переносясь сознанием из 1977 года в 1937-й в собственное тело пятнадцатилетнего подростка, и не в силах изменить даже собственную биографию.

## Сюжет
Следователь прокуратуры Варахасий Щ., пригласивший своего давнего приятеля — писателя Алексея Т. — на холостяцкий междусобойчик, демонстрирует ему дневник недавно погибшего инженера-металлурга из номерного института Никиты Воронцова, а затем знакомит с показаниями некоторых бывших знакомых покойного. Из чтения следует, что Воронцов прожил множество раз одну и ту же жизнь: после кончины от остановки сердца 8 июня 1977 года сознание его необъяснимым образом переносилось со всеми воспоминаниями о прошлой жизни в его же тело пятнадцатилетнего подростка — в ночь на 7 января 1937 года. Память позволяла ему «предсказывать» будущее. Пройдя Великую Отечественную войну и не в силах ничего изменить к лучшему ни в своей жизни, ни в жизни друзей и родных («Федя, как всегда, убит в 42-м при отступлении от Харькова…»), Никита Воронцов в отчаянии записал: «Да помилуй же меня хоть на этот раз! Что за охота тебе так со мной играться!» То есть он был не в состоянии умереть окончательно, полностью осознавая ненормальность захватившего его течения времени. Следствие признало дневник странной случайностью, и теперь писатель и сотрудник прокуратуры на досуге вместе думают над загадкой жизни Никиты Воронцова. После краткой дискуссии Алексей на месте пишет выдуманное интервью с путешественником во времени. Завершается рассказ фразой писателя: «Лучше к чертям в ад, чем обратно».

## Создание и публикация

### Контекст. Замысел
К 1983—1984 годам писатели Стругацкие находились в состоянии затяжного кризиса, вызванного внешними причинами: ежегодно выходило не более трёх-четырёх публикаций, считая газетные. Последние новые, то есть недавно написанные и ранее не издававшиеся, объёмные тексты вышли в свет в 1980 году. Законченная в 1982 году повесть «Хромая судьба» была предложена в несколько журналов без удовлетворительной реакции; «Улитка на склоне», «Сказка о Тройке», «Град обреченный» и «Гадкие лебеди» по разным причинам не публиковались и не могли быть опубликованы. В 1984 году, однако, Аркадий Стругацкий довёл до издания средневековый японский эпос «Сказание о Ёсицунэ» в собственном переводе и выпустил в свет два написанных единолично фантастических произведения, подписанных псевдонимом «С. Ярославцев»: третью часть сказки «Экспедиция в преисподнюю» и «Подробности жизни Никиты Воронцова».
История создания «Никиты Воронцова» плохо документирована: в дневниковых записях следов обсуждений этого замысла практически нет, вдобавок оба соавтора перешли в промежутках между личными встречами на телефонное общение, и по разным причинам сохранилась лишь малая часть черновых материалов. Борис Натанович Стругацкий непосредственного участия в написании «Подробностей жизни…» не принимал, хотя в некоторых интервью 1990-х годов относил замысел и исполнение рассказа к 1972—1975 годам, подчёркивая, что идея временно́й петли независима от замысла «Града обреченного». Архивные материалы позволяют скорректировать эти утверждения. В дневнике А. Н. Стругацкого от 14 июля 1978 года (шла работа над ранним черновиком сценария к «Чародеям») попутно зафиксировано, что «Всерьёз возникла идея (и сюжет?) „Вторая жизнь Никиты Воронцова“». В письме брату от 27 августа 1978 года Аркадий Натанович упоминал о желании «прикинуть сюжет „второй жизни“», на что 7 и 17 сентября Борис Натанович дал негативный ответ. 17 марта 1979 года в рабочих записях соавторов для написания «Жука в муравейнике» зафиксирована и сцена про музыкальную телепередачу во время «мальчишника», мало отличающаяся от окончательного варианта, также из записей ясно, что концепция петли времени уже сложилась. Появилась и тема Агасфера, использованная намного позже для «Отягощённых злом».
В 1980 году сюжет о человеке, прожившем много жизней, был включён в сводный перечень нереализованных замыслов, составленный Б. Н. Стругацким, и более никаких документов о совместной разработке этой темы не сохранилось. С осени 1981 года в рабочих тетрадях А. Н. Стругацкого времён поездки на Дальний Восток вновь появились записи в связи с сюжетом «Второй жизни» без упоминания этого названия. 12 октября 1981 года Аркадий Стругацкий побывал у Аркадия Вайнера, с которым консультировался о сюжете «1001 смерть Н. Воронцова» насчёт правдоподобия сцен со следователем и хода расследования. Вопросы Вайнеру были сформулированы заранее и датированы в рабочих записях 5 октября. Возвращение к этому сюжету состоялось только в 1983 году, параллельно с работой над третьей частью сказки «Экспедиция в преисподнюю»: это были попытки разработать биографию Никиты Воронцова и написать его дневник. Всё это практически не реализовалось в окончательном варианте. Появилась конструкция «я был (и буду) убит» — несомненно, восходящая к ценимому А. Н. Стругацким роману К. Воннегута «Бойня номер пять». По-видимому, к этому роману восходят многие сюжетные идеи «Подробностей жизни…», однако Билли Пилигрим мог возвращаться в произвольный год своей прошлой жизни. В черновых заметках также упоминались и другие литературные аналоги Никиты Воронцова: Дарелл Стендинг «Межзвёздного скитальца» Джека Лондона и Эмилия Марти из пьесы Карела Чапека «Средство Макропулоса» — впрочем, основанные на иных авторских посылках и с другими фабульными ходами.

### Ход написания. Публикация
В дневнике Аркадия Стругацкого начало работы над «1001 жизнью Никиты Воронцова» зафиксировано 24 июня 1983 года, «приведение в порядок» материалов упоминается и 5 июля. Далее писатель находился в летнем отпуске на Волге, и написание рассказа началось 2 сентября. В день в среднем получалось по три страницы, авторский чистовик (38 страниц) датирован 14 сентября. В тот же день окончание рукописи отмечено и в дневнике Аркадия Натановича с пометой, что её читали жена и дочь, «им как будто понравилось». Именно в этот день рукопись упоминается под окончательным названием «Подробности жизни Никиты Воронцова». 15 сентября рукопись прочитал лечащий врач Аркадия Стругацкого Юрий Черняков, который «пришёл в восторг», а вот Борису Натановичу Стругацкому рассказ не понравился (запись от 20 сентября). Юрий Манин также отнёсся к рассказу холодно, что компенсировалось положительной реакцией Александра Мирера. Чистовую рукопись А. Н. Стругацкий впервые размножал при помощи ксерокса. Первым кандидатом на публикацию стал журнал «Знание — сила».
Решение о публикации сопровождалось требованием от 24 февраля 1984 года убрать из текста все упоминания о выпивке и намёки на неё, несмотря на то что до начала антиалкогольной кампании оставалось больше года. В дневнике А. Н. Стругацкого зафиксировано, что повесть пойдёт в номера 6 и 7, причём седьмой уже в Главлите. Из-за сокращений рассказ пострадал в отношении стилистики и внутренней логики некоторых сцен, даже первая главка из «Холостяцкого междусобойчика» превратилась в «Дождливым вечером». Редакция последовательно облагораживала речь старых приятелей: исчезла фраза, что Алексей Т. и Варахасий Щ. в начале телефонного разговора обменялись «обычными, не очень пристойными приветствиями», убрано слово «бабы», обращение «сукин ты сын» и тому подобное. Убрана народная присказка «Лучше сорок раз по разу, чем за раз все сорок раз» и упоминание о родинке Веры Самохиной (не случившейся в этом варианте реальности жены Воронцова), но при этом не подверглись цензуре фрагменты, показывающие слишком «взрослое» отношение Воронцова-школьника к представительницам прекрасного пола. Активист фэндома и критик В. Казаков обратил внимание, что «журнальный текст был освобождён от малейших намёков на сталинский террор, хотя для идеи рассказа это очень важно».
В 1990 году рассказ был выпущен издательским кооперативом «Текст» во втором варианте сборника «Посёлок на краю Галактики» (первое его издание вышло в 1989 году в ином формате и оформлении в серии «Библиотека журнала „Химия и жизнь“»). Сохранившийся чистовик рукописи носил следы правки именно для этого издания, однако в дневниках Аркадия Стругацкого отсутствовали какие-либо упоминания о подготовке публикации. Издательством «Текст» в 1993 и 1995 году были выпущены следующие издания: авторский сборник «Дьявол среди людей» в серии «Альфа-фантастика» (1993) и один из ненумерованных дополнительных томов к первому собранию сочинений Стругацких (1995), которые отличались только внешним оформлением; состав изданий был идентичен. В 1998 году рассказ вошёл в очередной том серии «Миры братьев Стругацких», который перепечатывался до 2005 года. В «чёрном собрании» сочинений Стругацких издательства «Сталкер» рассказ был напечатан в отредактированном виде в 2001 году, в 10-м томе, объединяющем все произведения С. Ярославцева и первый роман С. Витицкого. Этот вариант многократно издавался в составе разных сборников и собраний сочинений. В составе 33-томного полного собрания сочинений Стругацких текст рассказа по чистовику был включён в 26-й том, сопровождаясь объёмными комментариями.

## Литературные особенности

### Литературная критика
Литературная критика практически не заметила «Подробностей жизни Никиты Воронцова». Библиографы и редакторы-комментаторы собраний сочинений Стругацких из группы «Людены» (Светлана Бондаренко, Вадим Казаков, Владимир Борисов) изучали историю создания текста или рассматривали его как пример деятельности советской цензуры. Ещё в двух отзывах рассматривалась исключительность экзистенциальной ситуации, описанной в рассказе. Михаил Шавшин (под псевдонимом «Ш. Манохин») и Сергей Переслегин практически в одинаковых выражениях отмечали, что «возможность вернуться в юность, сохранив навыки и опыт взрослого человека, возможность, за которую не жалко заложить дьяволу душу, становится для Воронцова нечеловечески страшным наказанием». «Такого и врагу не пожелаешь. Обычная тюрьма покажется раем в сравнении с вечным заключением сознания в острог внутренний. И настолько это состояние детерминировано, что любые попытки более или менее существенно изменить опостылевшее течение жизни обречены на провал». В послесловии к изданию повести в серии «Миры братьев Стругацких» С. Переслегин резюмировал, что «„Старые карты ада“ просто существуют. Как существует и сам ад. Они не „выражают протест“, не пытаются „предотвратить“, не тщатся „научить“. Нельзя научить жить в аду».
Критик Николай Корнацкий (журнал «Искусство кино») рассматривал некоторые параллели рассказа А. Стругацкого и сценария фильма «Зеркало для героя» в «биографии жанра русской хронооперы». Фильм был поставлен по повести Святослава Рыбаса, некоторые важные сюжетные ходы (например, вечный день 8 мая) был добавлен сценаристом Надеждой Кожушаной. Критик усматривал в герое режиссёра Владимира Хотиненко что-то «стругацкое»: «деятельный участник и наблюдатель. Кем он стал и кем, может, хотел бы стать». При сравнении с «Днём сурка» выявляется отличие художественных поисков двух кинематографий: «у них» — «духоподъёмная… комедия о том, что рутина не приговор»; у нас — «жуткая притча об отягощении историей».

### Хронотоп. Литературные реминисценции
Литературовед С. Харин выявил в рассказе чрезвычайно сложную структуру хронотопа (замкнутого времени), осложняемую моделью «текста в тексте». В небольшом рассказе представлены два пространственно-временных плана: квартира Алексея и Варахасия, которые в 1978 году рассуждают о результатах расследования, второй — собственное время Никиты Воронцова. Проблема в том, что однозначно утверждать наличие второго временно́го плана нельзя: напротив, это может быть воспринято как сюжетный ход. Дневник Воронцова — второй текст внутри первого — оформлен как «ключ» к серии рассказов, идущих следом. В тексте самого дневника упоминается точное время смерти (8 июня 1977 года) и время «перерождения» (23 часа 15 минут 7 января 1937 года), но между ними не видно связи, которая становится понятной только из последующего изложения, непосредственно с Воронцовым не связанного. То есть хронологическая канва жизней Воронцова «собирается» через особенности самого дневника (перо, почерк и последовательность записей), рассказа Варахасия и стенографии его бесед со знакомыми Воронцова, которые расположены вне временно́й петли. Ситуация столь необычна, что психиатр Юрий Никонов использовал пример литературного героя для иллюстрации особой формы шизофрении.
В дневнике Никиты Воронцова до вселения его личности из 1977 года (запись 3 января 1937 года) упоминается, что он читал роман С. Мстиславского «Крыша мира». Роман писателя-революционера был отчасти автобиографическим и повествовал о поездке студента с научно-антропологической целью («охота за черепами») в Среднюю Азию. Сюжет насыщен экзотикой, фантастикой и приключениями, в нём присутствует бессмертная волшебница-пери и старец, предсказывающий будущее.
Использованная в тексте украинская песня, по свидетельству Александра Мирера, была одной из самых любимых у Аркадия Стругацкого. В журнальной публикации авторство её текста было приписано некоему «Слипченко В. В.», что основано на недоразумении. Исследователи творчества Стругацких С. Бондаренко и Ю. Флейшман установили, что в основе текста лежало стихотворение Н. Томенко «Ми все рідше пишемо листи…» (сборник «Червоні вершники», Киев: Радянський письменник, 1976, с. 25), которое Аркадий Натанович не читал. Из четырёх исходных строф он использовал две, в обратном порядке: сначала самую последнюю, затем самую первую, и с некоторыми отступлениями от оригинала. Вероятно, он узнал текст от кого-либо из знакомых изустно; Борис Натанович Стругацкий никогда не слышал этого текста в исполнении брата. Среди прочих песен, которые исполняют главные герои, перечисляются произведения Высоцкого «Кони привередливые», «Подводная лодка», и Окуджавы «По смоленской дороге», «Ваше благородие, госпожа Разлука».

### Стругацковский миф о вечном возвращении
Израильский историк и публицист Михаил Сидоров последовательно рассматривал творчество Стругацких через призму философии Ницше. Идея о «вечном возвращении того же самого» — одна из ключевых в философии Ницше; её автор называл «самой крайней формой нигилизма» и в «Весёлой науке» (341) подавал как «величайшую тяжесть». Во фрагменте 341 «Весёлой науки» прямо говорится: «Эту жизнь, как ты её теперь живешь и жил, должен будешь ты прожить ещё раз и ещё бесчисленное количество раз; и ничего в ней не будет нового, но каждая боль и каждое удовольствие, каждая мысль и каждый вздох и всё несказанно малое и великое в твоей жизни должно будет наново вернуться к тебе, и всё в том же порядке и той же последовательности…» По словам М. Сидорова, короткая повесть С. Ярославцева «выдержана примерно в таком же духе».
Из реконструкции биографии Никиты Воронцова, какой она предстала в изложении Варахасия Щ., Михаил Сидоров выводил ряд вопросов. Во-первых, «можно ли с уверенностью утверждать, что Никита Воронцов уникален?» Во-вторых, факт, что Воронцов проживает очередной свой цикл существования среди тех же людей — родственников, друзей, одноклассников, политических деятелей, учителей и так далее, может свидетельствовать, что «они тоже вернулись обратно, только не обременёнными памятью о прожитых прежде жизнях». В-третьих, время между смертью и очередным возрождением Никиты Воронцова можно увязывать не только с идеей Ницше о вечном возвращении, но и с космологической моделью «пульсирующей Вселенной». Впрочем, с тем же успехом можно использовать фантастическое допущение о параллельных мирах.

### Претексты. Рассказ об ужасном или рассказ о чуде
Польский стругацковед Войцех Кайтох отмечал, что мотив путешествия во времени присутствовал в творчестве Аркадия и Бориса Натановичей, хотя в их «рейтинге важности» стоял далеко не на первом месте. Несколько идей такого типа присутствовали в утопии «Полдень, XXII век», герой повести «Попытка к бегству» также таинственным образом перенёсся в будущее. Кроме того, в 1963 году Аркадий Стругацкий был литературным редактором повести Германа Чижевского «В дебрях времени. Палеонтологическая фантазия». Наконец, в романе «Град обреченный» содержалась идея (по крайней мере, намёк), что жизнь главного героя после его смерти может начаться «с начала» в том же мире, откуда он появился. Структуру произведения В. Кайтох рассматривал как построенную по «принципу шкатулки». Сначала действие разворачивается в подчёркнуто легкомысленной и неформальной обстановке, хотя по мере роста опьянения писатель и следователь упоминают мрачные темы своей современности. После того, как друзья поют украинскую песню о годах, которые уходят «як мосты, по якым нам бильше не ступаты», следователь начинает свою таинственную историю. Эта схема восходит к классической русской литературе, например «жутким рассказам» А. К. Толстого: настоящая история подаётся от первого лица после формального или полуформального вступления от третьего лица, составляющего её рамки. Исследователь даже обнаружил аналогично выстроенный рассказ Михаила Арцыбашева «Сказка старого прокурора» о психических муках обречённого на смерть преступника, о которых было рассказано во время встречи двух знакомых. Вполне возможно, что это произведение было претекстом рассказа Аркадия Стругацкого. Автор в максимальной степени заботится о правдоподобии таинственной истории: следователь излагает или зачитывает показания и даёт приятелю-писателю прочитать дневник самого фигуранта дела. Это также отсылает к русской литературной традиции — в частности, одному из первых фантастических романов Одоевского «4338 год. Петербургские письма».
Рассказ «Подробности жизни Никиты Воронцова» не является представителем литературы ужасов, и в финале А. Стругацкий устами своего героя-следователя констатирует, что хотя сущность загадки и неизвестна, но она находится в границах материалистической «диалектики природы» и в любом случае о ней можно говорить языком марксистской философии. Немедленно написанное «Интервью, данное скитальцем по времени Н. Воронцовым писателю и журналисту Алексею Т.» является непосредственной аллюзией к «Машине времени» Г. Дж. Уэллса, в которой с «Путешественником по Времени» среди прочих беседовал и Журналист. Согласно В. Кайтоху, элементы структуры рассказа ужасов являются лишь риторическим приёмом, позволяющим вписать фабулу в жанровую структуру и литературно обработать научно-фантастический замысел. Литературная формула может быть реконструирована следующим образом (в порядке главок рассказа):

1. Холостяцкий междусобойчик (бытовая сценка и одновременно обрамление «жуткого рассказа»).
2. Дневник Никиты Воронцова (документ, представленный в рамках соответствующего необыкновенного рассказа).
3. Умертвие на проспекте Грановского (вступительный рассказ о следствии, ещё не имеющий черт рассказа о необыкновенном).
4. Биография Никиты Сергеевича Воронцова (аналогично предыдущему).
5. Подробности о Никите Воронцове (типичный необыкновенный рассказ с постепенным усилением напряжения и т. д.).
6. Дискуссия вместе с «Интервью…» (решение загадки, привязывающее жанровую принадлежность целого к научной фантастике).
7. Последние абзацы — окончательное возвращение к начальной ситуации, скрепление композиционной пряжки.

Несмотря на атеизм А. Стругацкого, некоторые упоминания, разбросанные по тексту, позволили В. Кайтоху предложить ещё один интерпретационный пласт. Писатель и следователь прокуратуры пируют на квартире юриста в Безбожном переулке; это атеистическое название и речи Варахасия о диалектике природы резко контрастируют с записью в дневнике Воронцова от 21 августа 1941 года, в которой Никита обращается к единственной силе, способной избавить его от проклятья временно́й петли. Равным образом, ад упоминает в самом конце рассказа и писатель, «довольно известный в Отделе культуры ЦК». Введение, пусть и законспирированного, религиозного элемента позволяло писателю решать две задачи. Во-первых, существование в мире рассказа Бога позволяло убедительнее объяснять переживания Воронцова и, во-вторых, не позволяло читать произведение «как ужастик». Таким образом, «Подробности жизни Никиты Воронцова» предстают как рассказ о добром Божьем чуде, безнадёжно испорченном человеком: жертва попадает «в устроенные людьми для людей время, место и действительность столь страшные, что и чудо смогли погубить».

## Комментарии
1. ↑  В дневнике Никиты Воронцова перед вселением его личности из 1977 года указано, что он с приятелем собирался делать химические опыты. Некая «бездымная технология» упоминалась и в записях обрывочных воспоминаний о прошлой жизни, сделанных сразу после вселения. Пройдя войну, Воронцов окончил Московский институт стали, работал инженером на заводе «Серп и молот» и в конце пятидесятых перешёл в номерной институт[9].
2. ↑  Изложение от лица племянницы Воронцова: 

А что ему дано было будущее знать, так я это ещё девчонкой поняла. <…> И вот песни он мне пел иной раз такие, каких тогда ни от кого услышать было нельзя, а услышала я их снова уже взрослой и много позже войны. «Эх, дороги, — он пел, — пыль да туман», «Чёрного кота», «Вы слышите, грохочут сапоги»… И про войну он досконально знал, что она будет, и когда, и какая будет[11].
3. ↑  Этот литературный герой остался в окончательном тексте в нарочито сниженном контексте: «В романтической литературе известны персонажи, прожившие несколько жизней, — достаточно вспомнить хотя бы джек-лондоновского Скитальца, который в своей смирительной рубахе носился из эпохи в эпоху, как страдающий поносом из сортира в сортир. Красиво, спору нет»[21]. В черновике Дарелл сравнивался с «дизентерийным больным», а цитируемое сравнение было убрано из журнальной публикации[22].
4. ↑  В дневнике Воронцова Варахасий Щ. нашёл запись сразу после переноса в 1937 год: «Верочка Корнеева, она же Воронцова, она же Нэко-тян». Однако по результатам расследования оказалось, что «Вера Фоминична Самохина, в девичестве Корнеева, химик-технолог, сослуживица Воронцова по номерному институту», познакомилась с ним только в 1958 году. Примерно за год до кончины Никита Воронцов сошёлся с её 23-летней дочерью Валентиной, ставшей его любовницей[27].